# Croix de Kulm

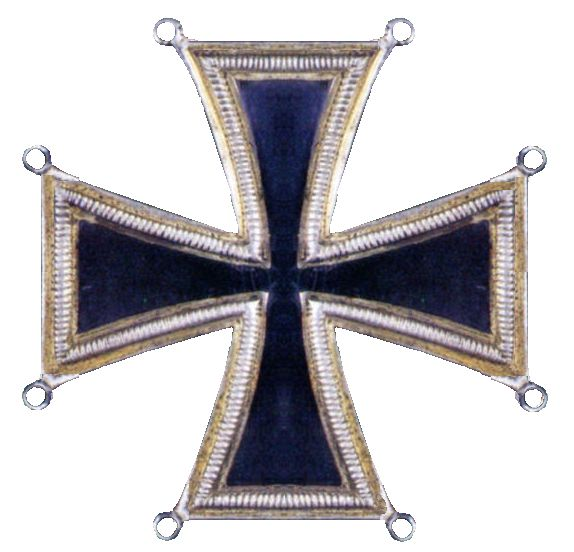
Croix avec des anneaux de fixation dans les angles

La Croix de Kulm, en allemand « Kulmer Kreuz », en russe « Күльмcкий кpecт », est une décoration militaire créée le 4 décembre 1813 par le roi Frédéric-Guillaume III de Prusse après la Bataille de Kulm. Il n'était pas besoin d'un acte spécial de courage ou de mérite. Les soldats et sous-officiers la portaient en métal et les autres en argent. La Croix de Kulm était cousue sur l'habit, sans ruban.
Les Prussiens et Autrichiens ont joué un rôle majeur dans cette bataille ; les Russes du général Ostermann-Tolstoï bien qu'en retrait ont eu droit à la décoration. Les grands oubliés ont été les Wurtembourgeois et les Autrichiens.

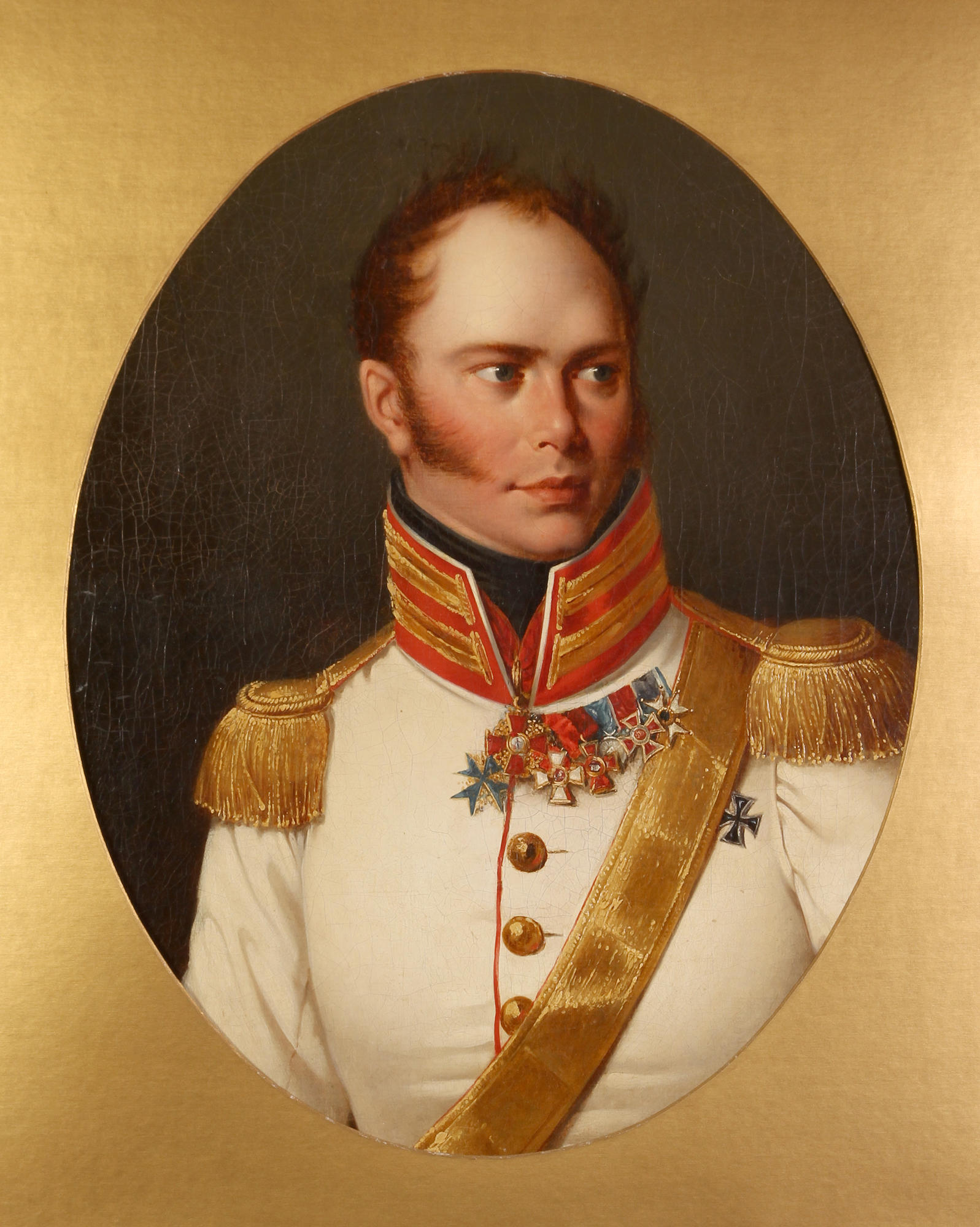
portrait d'un colonel de la garde avec la Croix de Kulm

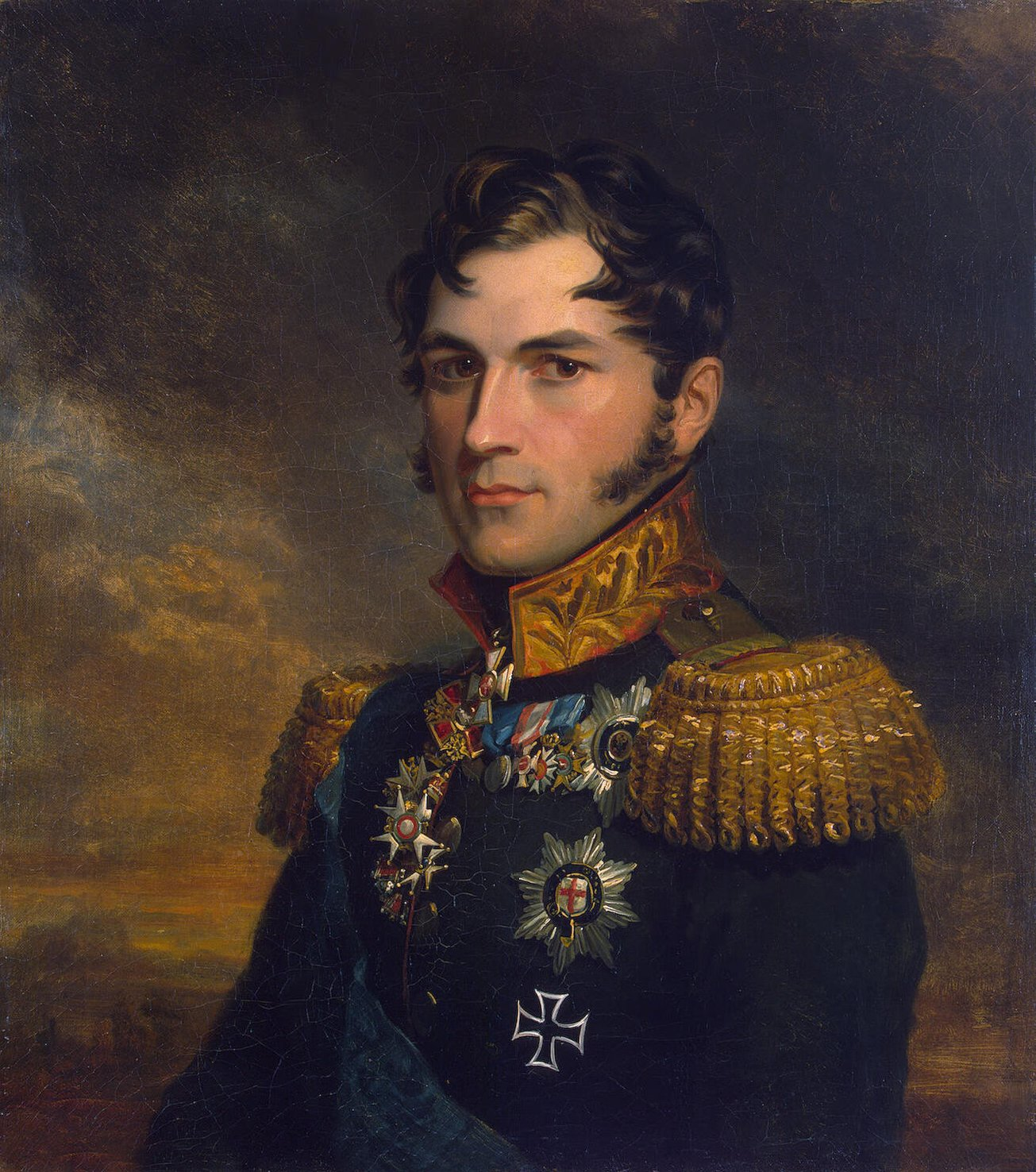
Léopold Ier de Belgique portant la Croix de Kulm